# 호암터널
호암터널은 서울특별시 금천구 시흥동 호암로를 지나가는 터널이다. 서울특별시 관악구 신림동과 경기도 안양시를 이어준다.

## 건설정보
1.준공년도: 2000년

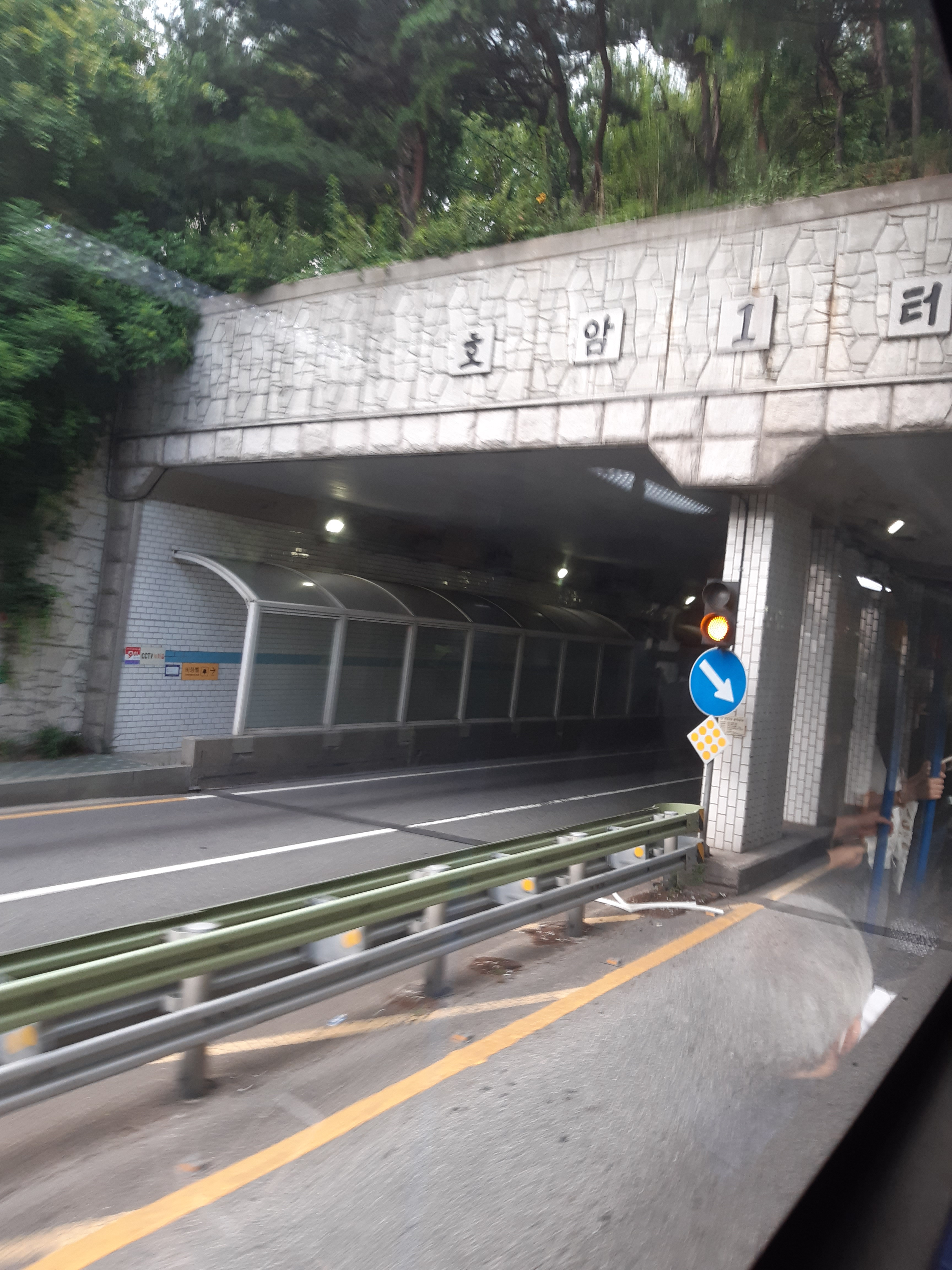
호암터널(호암로)

2.총연장: 상행선 310m, 하행선 281m

3.폭 (상/하행 동일): 9.4m

4.높이 (상/하행 동일): 4.5m

## 주변정보
- 경인교육대학교 경기캠퍼스
- 서울금동초등학교
- 관악산
- 산복터널